# Повязка на голову
«Повязка на голову» (англ. The Headband) — второй эпизод третьего сезона американского мультсериала «Аватар: Легенда об Аанге».

## Сюжет
Зуко не может уснуть и идёт к крепости, где заключён его дядя. Однако принц не решается войти. Замаскировавшаяся под облако команда Аватара приземляется у пещеры, чтобы спрятаться там. Они решают украсть одежду нации Огня, чтобы замаскироваться под местных жителей и проникнуть в город. Аангу нравится, как выглядит Катара, но ей приходится снять ожерелье своей мамы из племени Воды, и заменить его другим, чтобы их маскировка сработала. На улицах Аанг со всеми здоровается, а когда его друзья идут есть мясо, он хочет найти вегетарианскую пищу, но его хватают маги огня, приняв за прогуливающего школьника. Они отводят его в класс, где он представляется как Кузон из колоний нации Огня. Строгая учительница учит его кланяться и просит снять повязку, но он оставляет её, чтобы не показывать всем стрелу, и врёт, что на голове шрам. Он сразу нравится девочке Он Джи, которая общается с ним на улице после урока, но их прерывает её парень Хиде. Он уводит свою девушку, не побив Аанга, что поражает одноклассника. Вечером Аанг рассказывает друзьям про школу, но их это тревожит, поскольку излишнее привлечение внимания небезопасно.
Зуко всё же решается навестить дядю Айро. Аватар уговаривает команду разрешить ему ходить в школу, чтобы побольше узнать про народ Огня. Зуко считает, что поступил правильно, и говорит об этом дяде, но Айро молчит. Племянник, разозлившись, срывается на него, называя сумасшедшим, и уходит. На следующий день Аанг приходит в школу и коверкает слова в национальной клятве народа Огня, за что учительница назначает тест по истории. Она спрашивает, когда Лорд Огня Созин уничтожил армию народа Воздуха, но Аанг говорит, что это вопрос-ловушка, и отвечает, что у тех не было армии, а Созин победил их из засады. Ответ поражает всех. На уроке музыки, играя на трубе, Аанг подтанцовывает, что также удивляет одноклассников и учителя музыки, ибо у них так не принято. Учитель разрешает ему лишь маршировать на месте. После занятий Он Джи говорит Кузону (Аангу), что ей понравился его танец, и он отвечает, что может станцевать ещё раз для неё, но на него нападает Хиде из-за ревности. Аанг уворачивается от его атак, и парень падает на землю. Это замечает директор и вызывает в школу родителей. Переодетые Сокка и Катара представляются как Вонг и Сафира Огонь, а директор отчитывает Кузона. Сокка обещает наказать «сына». Зуко проводит время с Мэй и целует девушку, но к ним приходит Азула и говорит Мэй помочь Тай Ли с волосами. Затем она предупреждает брата, чтобы тот был осторожнее в своих визитах к Айро, ведь если кто-то узнает о том, что он навещает дядю, то могут заподозрить заговор.
Сокка не разрешает Аангу больше ходить в школу, но тому нравится быть обычным ребёнком. Он хочет изменить нацию Огня через детей, показав им, что такое свобода. Аанг позвал их на секретный вечер танцев. Команда обустроила пещеру, и одноклассники «Кузона» пришли. Аппа прячется в дальней части пещеры. Начинается вечеринка, и Аанг показывает стесняющимся детям разные движения. Зуко приносит дяде Айро цыплёнка, но тот продолжает игнорировать юношу и смотреть в стену. Племянник просит совета, ведь думает, что Аватар жив, но Айро так и не вымолвил ни единого слова. Зуко снова срывается на дядю и уходит. Аанг приглашает Он Джи на танец, и Сокка подмечает, что они хорошо смотрятся вместе, но Катара, приревновав Аанга к Он Джи, отвечает, что у брата нет вкуса. Все начинают танцевать, а затем Аанг приглашает Катару на индивидуальный танец. Они исполняют его, и на них все смотрят. Хиде доносит директору о вечеринке, и тот является со своими людьми в пещеру. Они заходят внутрь, и все перестают танцевать, а директор ищет «Кузона». Аанг убегает и прячется за всеми. Маги огня не могут найти его, потому что много детей в повязках на голове. Аанг благодарит одноклассника и уходит в закрытую часть пещеры, затем улетая с командой на Аппе. Аватар рад, что показал детям свободу, и Катара целует его в щёчку. Зуко тем временем нанимает молчаливого убийцу (он же Спарки-Спарки-Бу-Мэн), которого посылает прикончить Аватара.

## Отзывы

Динамика оценок IGN к эпизодам 3 сезона мультсериала

Макс Николсон из IGN поставил эпизоду оценку 8,4 из 10 и написал, что «на самом деле довольно забавно, что как и в „Покемоне“, школа не была чем-то особенным во вселенной „Аватара“ за исключением этой серии». Он добавил: «Должны ли мы предполагать, что формальное образование существовало только в нации Огня? В любом случае, это пища для размышлений». Рецензент отметил, что «этот эпизод сопровождался некоторыми классными шутками». Его любимым моментом «была встреча с директором, на которой Сокка и Катара притворялись родителями Аанга». В конце критик написал, что «также было круто, как ученики помогли команде Аватара сбежать, отвлекая внимание своими повязками на головах, тем самым доказав, что не все дети нации Огня — плохие ребята».
Хайден Чайлдс из The A.V. Club подметил «виноватые монологи Зуко перед Айро, который стал его безмолвной злой совестью». Рецензент написал, что «скучает по мудрости Айро, но тот должен быть немым перед лицом внутреннего смятения его племянника», ведь это «хороший способ компенсировать безвременную кончину Мако».